# Rozmowy z katem (film)
Rozmowy z katem – polski film fabularny z 2006 roku w reżyserii Macieja Englerta na podstawie scenariusza Tadeusza Nyczka. Adaptacja książki Kazimierza Moczarskiego.

## Odtwórcy ról
- Piotr Fronczewski – Jurgen Stroop
- Zbigniew Suszyński – Eugeniusz Chimczak
- Andrzej Zieliński – Kazimierz Moczarski
- Grzegorz Wojdon – Józef Dusza
- Sławomir Orzechowski – Gustaw Schielke
- Maciej Wojdyła – Roman Romkowski
- Marek Kasprzyk – Józef Różański
- Danuta Szaflarska
- Andrzej Niemirski
- Marcin Jędrzejewski
- Arkadiusz Oliwiński
- Grzegorz Szcześniak
- Grzegorz Milczarczyk
- Juliusz Chrząstowski
- Bartosz Picher
- Marcin Sitek
- Aleksander Wysocki